# Олімпійська збірна Великої Британії з футболу
Олімпійська збірна Великої Британії з футболу (англ. Great Britain Olympic football team) — команда, що представляє Велику Британію на Олімпійських іграх в дисципліні «футбол». У заявку збірної можуть включати гравців віком до 23 років, окрім трьох футболістів, які можуть бути старше цього віку.